# Aitutaki

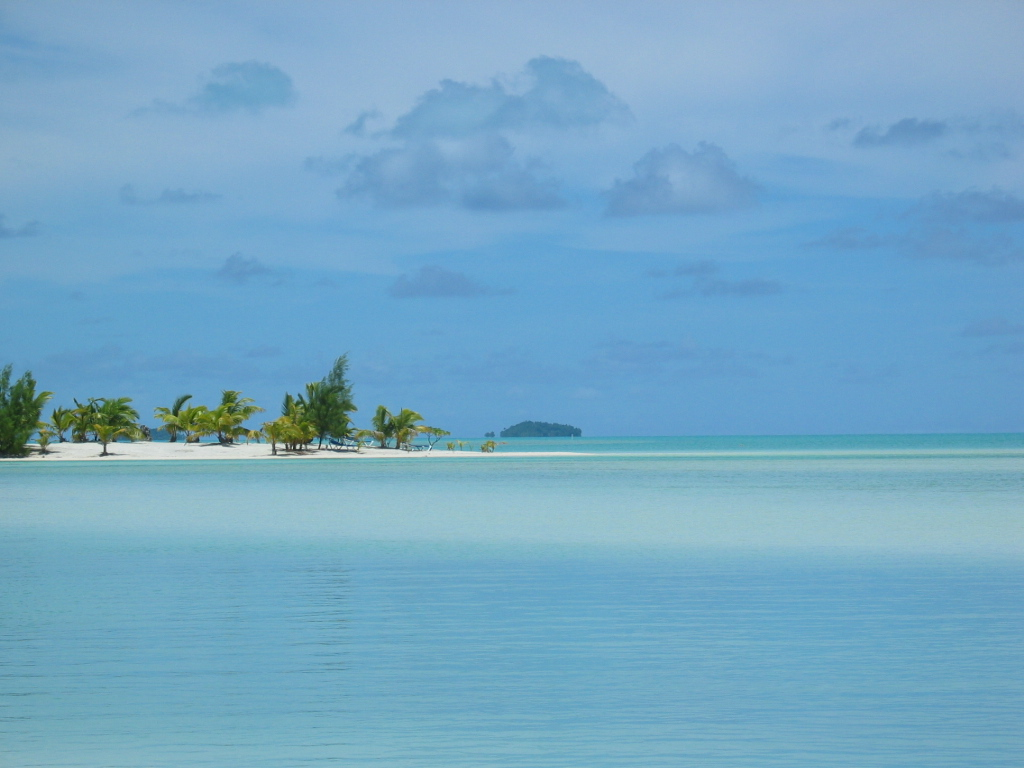
De Aitutaki lagune vanaf Samade Beach

Aitutaki is een Polynesisch bijna-Atol in het werelddeel Oceanië. Het heeft een oppervlakte van 18 km² en het hoogste punt is 124 m. De hoofdstad is Arutanga. Het was aanvankelijk een van de Cookeilanden, daarna werd het een Brits protectoraat, en vervolgens viel het onder Nieuw-Zeelands bestuur. Vanaf 1965 maakt het weer deel uit van de Cookeilanden, maar met zelfbestuur en een vrije associatie met Nieuw-Zeeland. Op Aitutaki gebruiken ze de Nieuw-Zeelandse dollar als munteenheid.

## Geschiedenis
Aitutaki werd vermoedelijk rond 900 door Polynesiërs gekoloniseerd. Het eerste contact met Europeanen was via de bemanning van de Bounty op 11 april 1789.

## Geografie
Het Aitutaki atol bestaat uit 17 eilanden:
- Aitutaki
- Akaiami
- Akitua
- Angarei
- Ee (Niura)
- Maina
- Mangere
- Motukitiu
- Moturakau

- Muritapua
- Papau
- Rapota
- Tapuaeta cay
- Tapuaetai (One Foot Island)
- Tavaerua Iti
- Tavaerua Nui
- Tekopua

### One Foot Island
In een van de hoeken van de lagune vindt men One Foot Island, oftewel Tapuaetai. De naam One Foot Island is gebaseerd op een oude mythe, waarin een vader het leven van zijn zoon redt door met de boot op het eiland af te meren, maar zijn zoon te dragen en in een boom te zetten, zodat hun achtervolgers geloven dat de vader altijd alleen is geweest, omdat er slechts één voetspoor door het zand loopt.
Op One Foot Island staat het meest afgelegen postkantoor ter wereld. Het is ook het enige postkantoor ter wereld dat op een verlaten eiland ligt.

## Flora en fauna

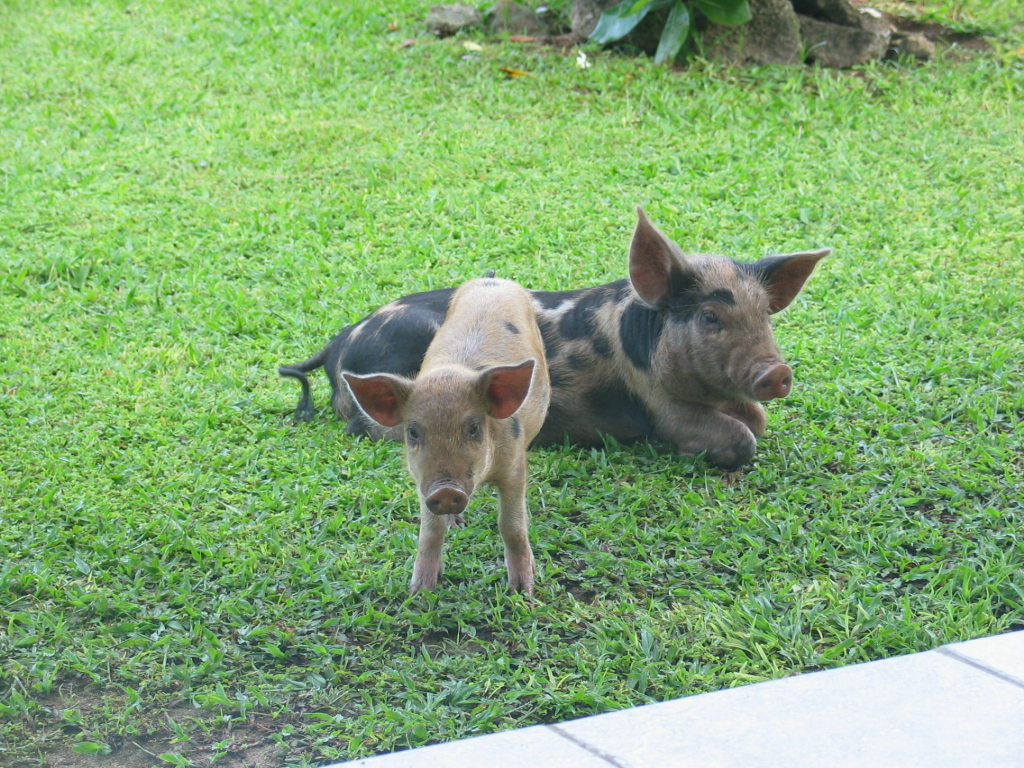
Wakende varkens op Aitutaki.

De Tongavleerhond (Pteropus tonganus) is er als fossiel bekend, maar is nu uitgestorven.
Aitutaki staat bekend om zijn grote lagune en het vele koraal dat al het zand op de stranden wit kleurt.
Opvallend aan dit eiland is dat er geen honden toegestaan zijn. Eind 18e eeuw hebben de bewoners van Aitutaki geleden onder een pest-epidemie. De honden op het eiland werden ervan beschuldigd de ziekte te verspreiden. De oudsten van het eiland zijn daarom nog steeds van mening dat honden niet op het eiland mogen komen: voor bewaking en als huisdier houden de bewoners van Aitutaki daarom varkens.

## Stormen
In februari en maart 2005 werd het eiland getroffen door een reeks tropische cyclonen waardoor grote delen van de lagune (en daarmee ook alle koraal, oesters en ander leven) verwoest zijn. Als reactie daarop zijn de mensen van Aitutaki een kweekboerderij begonnen, met name voor oesters, die later weer uitgezet kunnen worden in de lagune. Wel zijn dit andere oesters dan er oorspronkelijk voorkomen: deze Australische oesters groeien in 2 jaar tot een grootte waarvoor een Cook Island oester 18 jaar nodig zou hebben.